# Argyrosticta phraortes
Argyrosticta phraortes är en fjärilsart som beskrevs av Druce 1903. Argyrosticta phraortes ingår i släktet Argyrosticta och familjen nattflyn. Inga underarter finns listade i Catalogue of Life.